# フリアン・マリン・バサロ
フリアン・マリン・バサロ（Julián Marín Bazalo, 1989年6月13日 - ）は、スペイン・カタルーニャ州バルセロナ出身のサッカー指導者。

## 来歴
5歳でFCサン・クガ・エスポルトに選手として入団。2006年に15歳にして同クラブで指導者としてのキャリアを開始し、U-23監督やテクニカルフットボールダイレクターを務めた。
2016年に同じカタルーニャのCEサバデルのトップチームコーチに就任。2017年4月にはU-21タイ代表の監督に就任した。また、2018年から2019年までタイサッカー協会のメソッド部門ダイレクターを務めた。
2020年12月10日、奈良クラブの監督に就任した。就任2年目の2022年に第24回日本フットボールリーグ優勝と2023年のJ3リーグ昇格を達成したことを受けて、同年11月27日に契約を更新すると発表された。
2023年のJ3リーグ開幕戦を33歳8カ月20日で指揮を執り、長野パルセイロのシュタルフ監督の記録を塗り替え、Jリーグ史上最年少監督となった。また日本の元号で考えると、初の平成生まれの監督となった。
苦戦が予想されたJ3リーグ初年度で、9節終了時点で単独首位に立つなどチームを躍進させ、4月のJ3リーグ月間優秀監督賞を受賞した。チームを最終的に5位に導き、2023年のJ3リーグ優秀監督賞を受賞した。
2024シーズンは開幕から成績が伴わず、26節を終えた時点で降格圏まで3ポイント差の18位と低迷し、奈良クラブの監督を解任された。

## 指導歴
- 2006年 - 2015年  FCサン・クガ・エスポルト（カタルーニャ語版）[1]
  - 2006年 - 2007年 U-10 アシスタントコーチ
  - 2007年 - 2008年 U-12 アシスタントコーチ
  - 2008年 - 2011年 U-14 アシスタントコーチ
  - 2009年 - 2010年 U-11 監督
  - 2010年 - 2011年 U-12 監督
  - 2011年 - 2012年 U-23 監督
  - 2011年 - 2014年 U-16 監督
  - 2014年 - 2015年 U-19 監督
  - 2012年 - 2015年 テクニカルフットボールダイレクター[1]
- 2015年 - 2016年 エコノメソッド フットボールプロジェクト責任者(日本)[1]
- 2016年 - 2017年  CEサバデル トップチームコーチ[1]
- 2017年 - 2018年  U-21タイ代表 監督[1]
- 2018年 - 2019年  タイサッカー協会 メソッド部門ダイレクター[1]
- 2019年 - 2021年  IFKヨーテボリ プロチーム選手個人コンサルティング[1]
- 2019年 - 2021年 エコノメソッド インターナショナルフットボールプロジェクト責任者[1]
- 2021年 - 2024年9月  奈良クラブ 監督[1]

## 監督成績
| 年度 | クラブ | 所属 | リーグ戦 | リーグ戦 | リーグ戦 | リーグ戦 | リーグ戦 | リーグ戦 | カップ戦      | カップ戦   |
| 年度 | クラブ | 所属 | 順位     | 試合     | 勝点     | 勝       | 分       | 敗       | Jリーグカップ | 天皇杯     |
| ---- | ------ | ---- | -------- | -------- | -------- | -------- | -------- | -------- | ------------- | ---------- |
| 2021 | 奈良   | JFL  | 10位     | 32       | 43       | 10       | 13       | 9        | -             | 県予選敗退 |
| 2022 | 奈良   | JFL  | 優勝     | 30       | 59       | 16       | 11       | 3        | -             | 1回戦敗退  |
| 2023 | 奈良   | J3   | 5位      | 38       | 57       | 15       | 12       | 11       | -             | 1回戦敗退  |
| 2024 | 奈良   | J3   | 18位     | 26       | 25       | 5        | 10       | 11       | 2回戦敗退     | 2回戦敗退  |
| 通算 | 通算   | 通算 | -        | 126      | 184      | 46       | 46       | 34       | -             | -          |

- 2024年は第26節までの指揮。順位は第26節までの順位。

## タイトル

### クラブ
奈良クラブ
- JFL : 1回 (2022年)

### 個人
- J3リーグ・優秀監督賞：1回（2023年）

## 資格
- UEFAプロライセンス（英語版）[1]
- カタルーニャ国際大学（カタルーニャ語版）[1]